# Aigur*, Somvarpet
Aigur* là một làng thuộc tehsil Somvarpet, huyện Kodagu, bang Karnataka, Ấn Độ.